# Edin Terzić
Edin Terzić (pronunțat [êdiːn těrziːtɕ]; n. 30 octombrie 1982, Menden (Sauerland), Renania de Nord-Westfalia, RFG) este un antrenor de fotbal german-croat și fost jucător, care este în prezent antrenorul principal al clubului din Bundesliga germană Borussia Dortmund.
După o carieră de jucător ca atacant în ligile inferioare ale fotbalului german, Terzić a lucrat ca cercetaș și antrenor asistent pentru tineret la Borussia Dortmund. După perioadele de asistent al lui Slaven Bilić, a obținut o licență UEFA Pro în 2018 și s-a întors la Dortmund, devenind antrenorul primei echipei și câștigând DFB-Pokal în 2021.

## Primii ani și viața personală
Terzić s-a născut la 30 octombrie 1982 în Menden, Germania de Vest, într-o familie muncitoare care a emigrat din Iugoslavia. Tatăl său bosniac provine din Doganovci, iar mama sa croată provine din Osijek și deține cetățenia croată. Fratele său mai mare, Alen, lucrează și ca cercetaș pentru Borussia Dortmund și a servit ca antrenor interimar al lui Borussia Dortmund II în sezonul Regionalliga West 2019-20.
Terzić este un absolvent al Universității Ruhr din Bochum, unde a studiat sportul. A jucat la al patrulea nivel al ligilor din Germania în timpul carierei sale de jucător. Cu SC Westfalia Herne, a câștigat Cupa Westfaliei în 2006, înscriind de două ori într-o victorie finală cu 6–4 împotriva lui Delbrücker SC.

## Cariera de antrenor
Între 2010 și 2013, Terzić a lucrat ca cercetaș și antrenor asistent în academia de tineret a lui Borussia Dortmund, raportând managerului primei echipe Jürgen Klopp.
Terzić a fost antrenor asistent al lui Slaven Bilić la Beșiktaș între 2013 și 2015 și la West Ham United din 2015 până în 2017. Colaborarea sa cu Bilić a început în 2012, când Terzić a pregătit și a prezentat o analiză a adversarului înainte de meci pentru meciul Croației din faza grupelor împotriva Republicii Irlandei de la Euro 2012. Mulțumit de analiză, Bilić i-a propus să i se alăture ca antrenor asistent la Lokomotiv Moscova, dar înțelegerea a eșuat în cele din urmă. Bilić ia oferit încă o dată lui Terzić să i se alăture la Beșiktaș, iar Terzić a acceptat oferta după ce s-a consultat cu Borussia Dortmund. L-a urmat la West Ham United în 2015, dar a părăsit clubul doi ani mai târziu, când Bilić a fost demis pe 6 noiembrie 2017.
Din 2018, Terzić deține calificarea UEFA Pro License, după ce a absolvit un curs de 18 luni al Asociației de Fotbal din Anglia. Printre colegii absolvenți se numărau fostul antrenor al lui Chelsea, Graham Potter, precum și foști jucători profesioniști Nicky Butt și Nemanja Vidić.

### Întoarcere la Dortmund
Terzić a revenit la Borussia Dortmund în 2018 ca antrenor asistent al primei echipe după numirea lui Lucien Favre ca antrenor. A preluat conducerea echipei împreună cu colegul său Manfred Stefes pentru întâlnirea din sezonul 2018-19 împotriva lui TSG 1899 Hoffenheim, deoarece antrenorul principal Favre a ratat meciul din cauza unei boli. După ce Favre a fost demis în urma unei înfrângeri cu 5-1 împotriva lui VfB Stuttgart în decembrie 2020, Terzić a fost numit antrenor interimar până la sfârșitul sezonului 2020-21. Pe 13 mai 2021, Terzić a câștigat DFB-Pokal 2020–21 cu o victorie cu 4–1 asupra lui RB Leipzig. A fost succedat permanent de antrenorul lui Borussia Mönchengladbach, Marco Rose.
În loc să se întoarcă la poziția sa de antrenor asistent pentru sezonul 2021-2022, Terzić s-a mutat pe nou-creatul post de director tehnic. După ce Rose a plecat de comun acord la sfârșitul sezonului, Terzić a fost renumit antrenor pe o bază permanentă, semnând un contract până în 2025. În sezonul 2022-2023 din Bundesliga, echipa sa a pierdut titlul de campionat la golaveraj cu Bayern München în ultima etapă, după o remiză șocantă 2–2 pe teren propriu cu Mainz 05.

## Managerial statistics
La meciul jucat pe 5 mai 2024.
| Echipă            | Început           | Sfârșit       | Record | Record | Record | Record | Record | Record | Record | Record | Ref.   |
| Echipă            | Început           | Sfârșit       | M      | V      | E      | Î      | GM     | GP     | GD     | Vic %  | Ref.   |
| ----------------- | ----------------- | ------------- | ------ | ------ | ------ | ------ | ------ | ------ | ------ | ------ | ------ |
| Borussia Dortmund | 13 decembrie 2020 | 30 iunie 2021 | 32     | 20     | 4      | 8      | 74     | 42     | +32    | 62,5   | [ 25 ] |
| Borussia Dortmund | 23 mai 2022       | Prezent       | 92     | 53     | 20     | 19     | 188    | 106    | +82    | 57,61  |        |
| Total             | Total             | Total         | 124    | 73     | 24     | 27     | 260    | 149    | +111   | 58,87  | —      |

## Titluri

### Ca jucător
Westfalia Herne
- Cupa Westphaliei: 2005–06[10]

### Ca antrenor
Borussia Dortmund
- DFB-Pokal: 2020–21[20]